# La batalla de Tetuan
La batalla de Tetuan és un quadre pintat per Marià Fortuny i Marsal per encàrrec de la Diputació de Barcelona entre el 1862 i el 1864, on es reflecteixen els fets de la batalla de Tetuan, durant la Guerra d'Àfrica. La Diputació volia ubicar aquesta obra al Saló de Consells del Palau de la Diputació. Actualment es troba al Museu Nacional d'Art de Catalunya, amb el número d'inventari 010695-000, gràcies a una aportació de la Diputació de Barcelona el 1919.
L'obra ocupa un lloc important en la memòria i en l'imaginari col·lectiu de moltes generacions de catalans. Envoltada
d'un aura de veneració romàntica, ha esdevingut una icona popular de la cultura catalana. La fascinació que ha exercit, i segueix exercint, des de la seva arribada a Barcelona l'any 1875, l'han convertida en una de les creacions artístiques més apreciades del passat recent català. En el seu moment fou una pintura d'història poc ortodoxa i controvertida, gens fidel a les estructures del gènere, cosa que la feia singular i extraordinària. Tot i això, és una obra sense finir, que provocà el desencís de l'autor en esdevenir un repte no assolit. Transcorreguts més de 150 anys d'ençà de la seva execució, el gran quadre ha resistit el pas del temps i es considera una de les grans creacions de la pintura del segle xix.

## Història

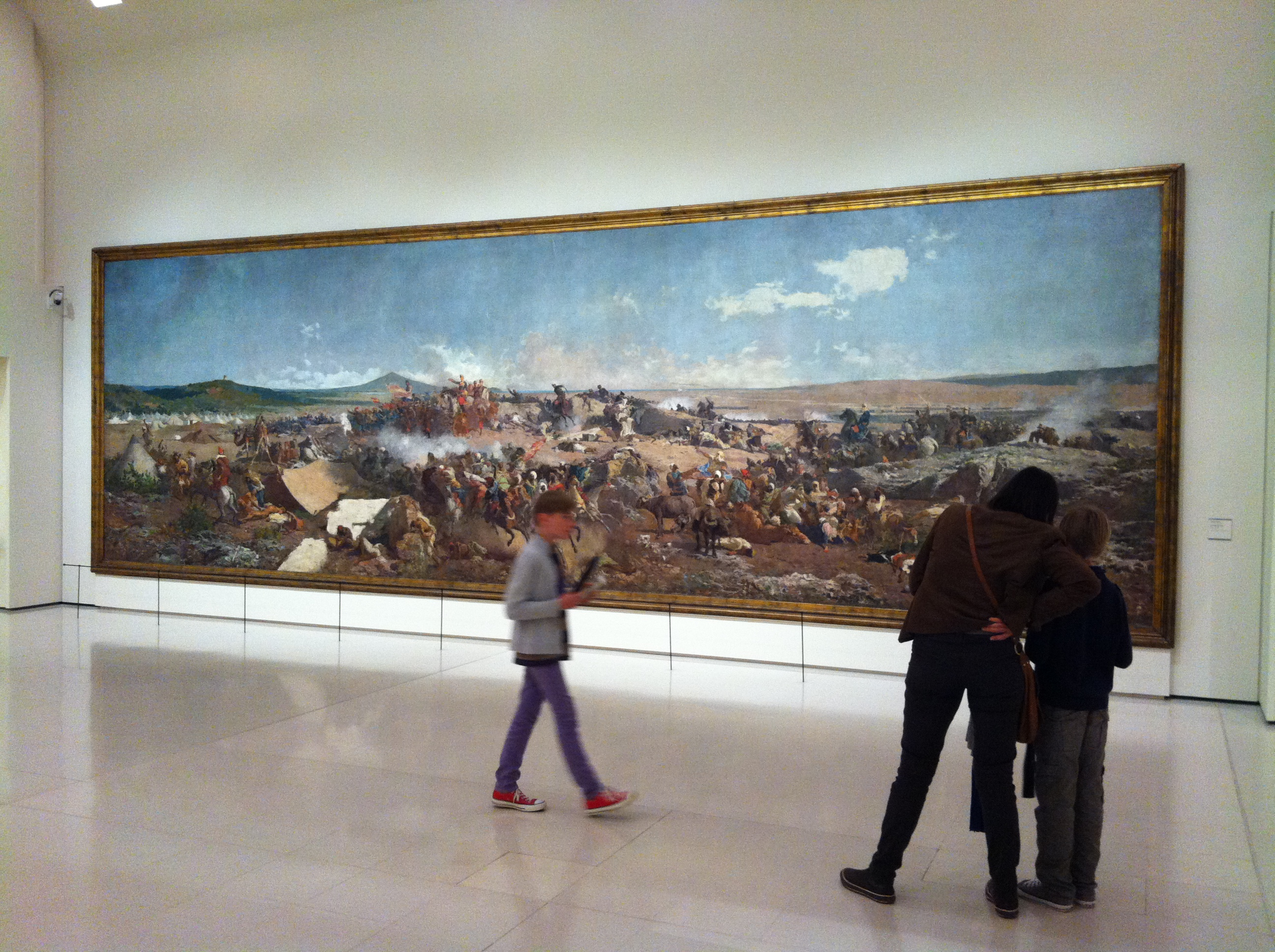
L'obra, exposada al MNAC.

La Diputació de Barcelona va pagar a Fortuny un viatge a París perquè s'inspirés en La presa de la Smala d'Abd-el-Kader pel duc d'Aumale a Taguin, d'Horace Vernet pintada aproximadament el 1843. La tela es va pintar a Roma i va venir a Catalunya un cop ja mort el seu autor.

### Context històric
La guerra hispanomarroquina del 1859-1860 ha estat un dels episodis de l'Espanya vuitcentista més singulars i un dels que gaudí de més ressò popular. A la darreria de la dècada de 1850, uns atacs intranscendents dels amazics d'Anyera a les defenses de Ceuta foren aprofitats pel govern de la Unió Liberal, presidit pel general Leopoldo O'Donnell (1809-1867), per iniciar les hostilitats amb l'imperi magribí. El resultat material de la contesa fou migrat, i tot quedà com una operació d'imatge de cara a Europa i com una efímera cortina de fum davant els greus problemes interns. L'aspecte propagandístic de la guerra comportà que cronistes, literats i artistes es convertissin en apologistes de la parafernàlia militar. Contagiada pel fervor patriòtic, la Diputació de Barcelona envià Fortuny a l'escenari de la guerra per tal
d'immortalitzar pictòricament els fets més destacables d'aquesta aventura bèl·lica, en la qual participava un batalló de voluntaris a les ordres del general Prim sufragat per aquesta institució barcelonina.

### Tetuan
Fortuny arriba a Tetuan el 12 de febrer de 1860, 8 dies després de la batalla. Els quasi dos centenars de dibuixos a llapis i les nombroses aquarel·les que va fer al Marroc durant els primers mesos de 1860 constitueixen una autèntica crònica dels esdeveniments i són, a més, el testimoni d'una experiència vital que condicionà de per
vida la sensibilitat i la imaginació de l'artista.
Tetuan li va descobrir el món islàmic a Fortuny i el portà al conreu de la pintura de gènere orientalista. Com li succeí a altres artistes, com ara Eugène Delacroix (1798-1863) o Eugène Fromentin (1820-1876), la llum meridional afectà el seu estil, que guanyà colors més lluminosos, vigor i expressivitat.

### Roma
Des del punt de vista cronològic, els treballs de preparació venen encapçalats pels dibuixos, les aquarel·les i aiguades
fetes a Tetuan durant la guerra, els primers mesos de 1860. La tardor de 1862, arran de la segona estada al Marroc, s'afegiren alguns estudis paisatgístics dels escenaris de les batalles fets amb llapis, aquarel·la i a l'oli. Els mateixos anys i fins pràcticament el 1865, al taller de Roma, va dibuixar els estudis de models abillats amb els vestits i les armes que l'artista portà de les seves estades a l'altra banda de l'Estret de Gibraltar. Així mateix, entre els anys 1861 i 1863, pintà almenys dos esbossos a l'oli, un dels quals fou exposat a la Diputació els primers mesos de 1862. El quadre fou el resultat d'un llarg procés creatiu que combinava l'experiència directa amb els formulismes de taller i el desig d'aconseguir una interpretació innovadora del tema.
L'artista va plantejar una visió panoràmica del combat i va disposar els personatges principals a la part central de la tela, formant el vèrtex superior d'un triangle, a partir del qual es despleguen, com un ventall, diversos grups de figures distribuïts pel primer terme, que presenten diverses anècdotes. Les més properes a l'espectador detallen la desfeta absoluta de l'enemic.

### Un gran quadre
La resolució de La batalla de Tetuan amoïnava Fortuny i quan s'hi referia l'anomenava despectivament el gran quadre. Els seus interessos eren llunyans a la gran pintura d'història i quan deixa de cobrar la pensió de la Diputació n'abandona l'execució. El quadre va quedar sense acabar, penjat al seu estudi de Roma. Poc temps després de la seva mort, l'any 1875, la Diputació l'adquirí a la vídua per 50.000 pessetes i es penjà al Saló de Sessions de la seva seu, l'actual Palau de la Generalitat.
En el moment de la seva creació (1863-1865), La batalla de Tetuan fou una pintura d'història gens fidel a les estructures i normes del gènere. Una obra singular i controvertida que, pel seu autor, es va convertir en un repte no assolit, en un desencís. Avui, el quadre és considerat com una de les produccions més emblemàtiques de Marià Fortuny, i també és una de les obres més admirades de la col·lecció del Museu Nacional d'Art de Catalunya.
Després de ser adquirida per la Diputació de Barcelona als hereus de l'artista l'any 1875, La batalla de Tetuan abandonava la seva ubicació, al taller de Fortuny, a Roma, per iniciar un llarg viatge que va culminar, el 2004, amb la instal·lació de la pintura a les sales de la Col·lecció d'Art Modern del Museu Nacional d'Art de Catalunya. El relat d'aquesta aventura conforma un dels episodis més singulars de la història del patrimoni català. El recorregut inclou un gran nombre de vicissituds, adversitats, decisions arriscades, trasllats en condicions precàries, amb limitats recursos humans i econòmics, i restauracions
fetes amb una alta dosi de voluntarisme. Tot aquest cúmul de peripècies, ocorregudes en el decurs de gairebé un segle i mig, dibuixa un itinerari molt ric en esdeveniments, però, tanmateix, indicatiu de l'absència, durant un llarg període, d'una manca de política patrimonial.

### Exposició commemorativa
Amb motiu del 175è aniversari del naixement del pintor Marià Fortuny, el 2013 el MNAC organitza una exposició a l'entorn de l'obra, una de les seves produccions més emblemàtiques i, alhora, una de les peces més admirades de la col·lecció del museu.
Aquesta exposició explora la dimensió artística, documental i també sentimental d'una obra que desperta una enorme fascinació, tant entre els especialistes com entre el gran públic.
La mostra es presenta a les sales de la col·lecció permanent, coincidint amb el viatge a Reus, per a l'exposició Fortuny, el mite d'una cinquantena d'obres de la col·lecció del museu, entre les quals hi ha La vicaria.
La batalla de Tetuan proposa un recorregut molt complet per diferents aspectes de la pintura que Fortuny va realitzar a Roma entre 1862 i 1864, i que va deixar inacabada. Es posa l'atenció en el procés de creació de l'obra i en el context històric en el qual neix i es desenvolupa la idea artística de Fortuny, coincidint amb el seu primer viatge al Marroc. La mostra també aborda l'objecte pictòric com a element patrimonial d'un gran valor que ha viscut tot un seguit d'aventures i desventures, des de la seva arribada a Barcelona l'any 1875, quan va ser adquirida per la Diputació, fins al seu darrer trasllat l'any 2004, que s'instal·là a Montjuïc per formar part de la col·lecció permanent del MNAC.
L'exposició també compta amb un espai dedicat a Salvador Dalí, autor d'una versió de La batalla de Tetuan de grans dimensions, exposada al Saló del Tinell el 1962 i que fa palesa la influència que l'obra de Fortuny va exercir sobre el mestre del surrealisme. També inclou una selecció de material gràfic: dibuixos, estampes, fotografies, material d'hemeroteca, muntatges audiovisuals, així com diferents recursos didàctics.
Bona part de les obres que es poden veure en aquesta mostra pertanyen a les col·leccions del MNAC, que conserva un nombre molt important de produccions de Marià Fortuny. A més, el projecte també compta amb importants préstecs de col·leccions públiques i privades, com ara el Museo Nacional del Prado, el Museu de Reus, la Biblioteca Nacional d'Espanya, Patrimonio Nacional o el Museu Dalí de Figueres.

### Publicació
Amb motiu de l'exposició, el Museu Nacional d'Art de Catalunya edità una monografia concebuda com un rigorós relat històric que tractà les circumstàncies que van determinar l'encàrrec de l'obra pictòrica, el procés de gestació, la significació historicoartística, les vicissituds patrimonials i la seva recepció crítica, inclòs l'episodi de l'any 1962 protagonitzat per Salvador Dalí. Els autors d'aquesta monografia són els comissàris de l'exposició, Jordi À. Carbonell i Francesc M. Quílez. El llibre compta també amb una anàlisi de l'historiador Josep Sánchez, que parla sobre la guerra d'Àfrica.
La batalla de Tetuan de Fortuny és el primer títol de la col·lecció Context, que el Museu Nacional d'Art de Catalunya vol dedicar a estudiar en profunditat determinades obres singulars de la seva col·lecció.

## Descripció
La batalla de Tetuan o de l'Expugnació del campament de Mulay Ahmed, el dia 4 de febrer de 1860 presenta, amb amplitud panoràmica, l'assalt del campament marroquí per les tropes espanyoles, amb els generals i els voluntaris catalans al capdavant.

## Estil
L'ambient d'intensa lluminositat reprodueix amb fidelitat l'atmosfera del nord d'Àfrica. L'execució desimbolta i expressiva, basada en la taca cromàtica, fa que en algunes parts l'aparença del quadre sigui d'una impactant modernitat. Malgrat no estar
acabada, la pintura posseeix fragments magistrals, que apunten cap a les obres luministes de la darrera etapa creativa de l'artista. Tot i ser una obra sense finir i haver estat un veritable patiment per a Fortuny, s'ha de considerar l'obra com una de les seves creacions més importants i una de les composicions d'història més interessants i significatives de la pintura de la segona meitat del segle xix.